# Виявлення й усування неполадок
Виявлення й усування неполадок (англ. Troubleshooting) — це форма вирішення проблем, яка часто застосовується для ремонту несправних механізмів або систем. Це логічний, систематичний пошук джерела проблеми, щоб усунути її і полагодити систему.
Методи криміналістичної інженерії корисні для відстеження проблем, і для визначення причини конкретних збоїв, доступний широкий спектр аналітичних прийомів. Профілактичні дії можливі з використанням Failure mode and effects analysis і аналізу дерева відмов.

## Аспекти
Основний принцип усунення несправностей — починати із найімовірніших проблем. Це ілюструє стара приказка: «Коли ви бачите відбитки копит, шукайте коней, а не зебр». Одним із засобів може бути перевірка кожного компонента в системі по черзі, замінюючи потенційно підозрювані компоненти. Також може допомогти, якщо почати зі зразкового стану, найкращим прикладом є перезавантаження комп'ютера. Варто спробувати пізнати теорію функціонування для цього пристрою, випущену досвідченими технічними авторами, тобто інструкцію.
Деякі комп'ютеризовані служби несправностей (наприклад, Primefax, пізніше MaxServ), одразу показують топ-10 рішень з ймовірними вирішеннями проблеми.

## Напіврозщеплення
Ефективне усунення несправностей починається з чіткого розуміння очікуваної поведінки системи та симпомів. Звідси trobleshooter формує гіпотези щодо потенційних причин та розробляє (або посилається на стандартизований список) шляхи вирішення. Такий підхід називають divide and conquer.
Дві загальні стратегії — перевірка дієздатності, потім «бісектруйте» систему (наприклад, у мережевій системі друку перевірте, чи доягло завання сервера, щоб визначити, чи існує проблема у підсистемах у напрямку від користувача до пристрою). Ця остання методика може бути ефективна в системах з довгими ланцюгами залежностей та взаємодій між компонентами.

## Переривчасті симптоми
Деякі найкладніші проблеми з усунення несправностей стосуються симптомів, які виникають з перервами. В електроніці це часто є результатом термічно чутливих компонентів.
Тим не менш, інколи засоби усунення несправностей повинні вдаватися до статистичних методів, і можуть лише знайти процедуру, щоб збільшити виникнення симптомів до того моменту, коли можлива послідовна заміна або інша методика. Зауважте, говорячи про «заміну компонентів», це може передбачати коригування або налаштування. Наприклад, брудні або нещільні контакти можуть просто потребувати очищення та/або затягування.